# Домінантовий лад

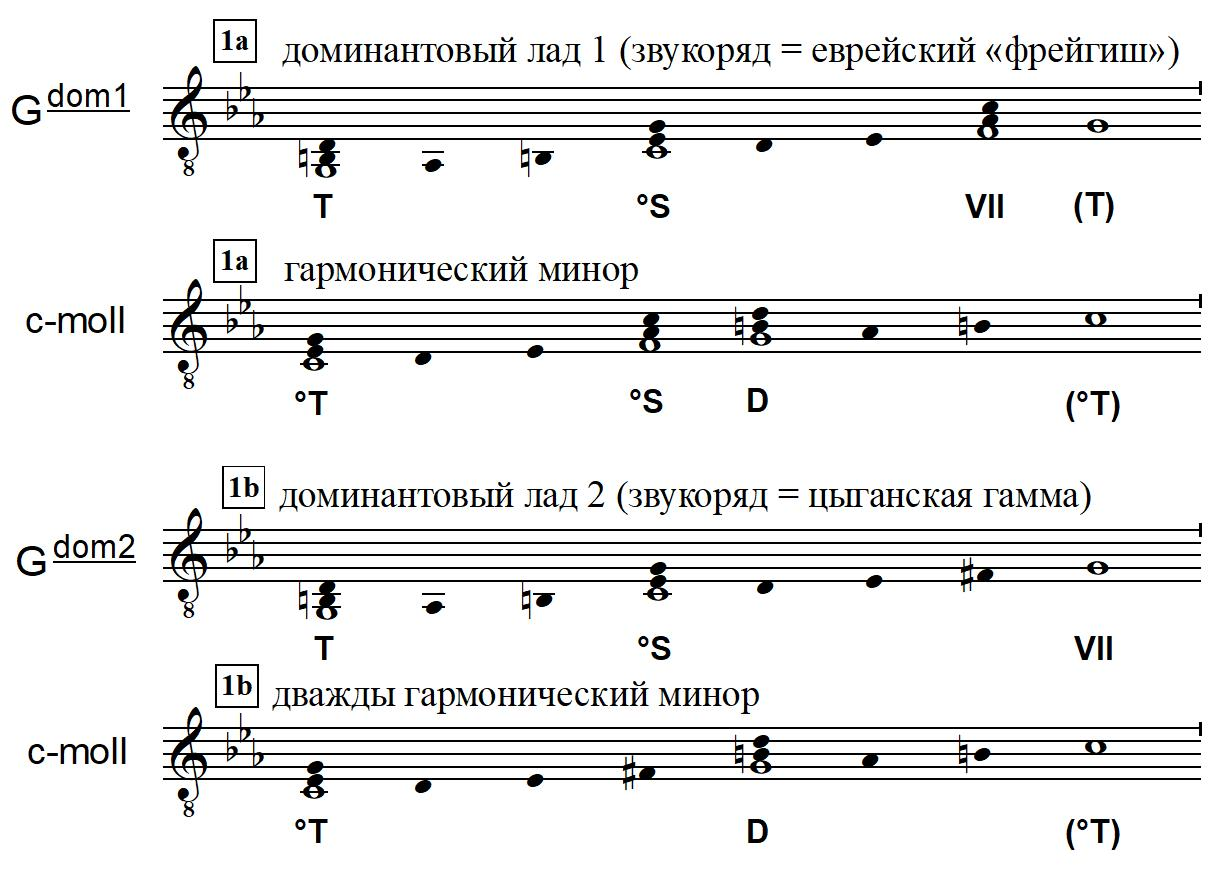
Домінантовий лад схематично. На схемі показані два найбільш поширених види. Двоїстість ладу полягає в тому, що один і той же тризвук, у даному прикладі f, у конкретному метричному і фактурному контексті відчувається одночасно і як (мінорна) субдомінанта до C, і як тоніка, для якої C — (мажорна) домінанта.

Домінантовий лад — мажорний лад з низькими 2, 6 і 7 ступенями, подібний до гармонічного мінору з тонікою на 5 ступені. Термін запропонований І. Способіним. Цей лад характеризується подвійністю головного устою — мажорна тоніка домінантового ладу (залежно від того чи іншого контексту, в конкретному музичному творі) звучить і як домінанта мінорного ладу з тонікою, що лежить квартою вище. За класифікацією Ю. Н. Холопова тональність домінантового ладу відноситься до різновиду «багатозначних».

## Загальна характеристика
Найбільш поширені два різновиди домінантового ладу: один з них (на схемі позначений буквою «а») вважається похідною від звукоряду гармонійного мінору, інший (на схемі позначений буквою «b») — від звукоряду двічі гармонічного мінору. Прообразом домінантового ладу в професійній музиці Ю. Н. Холопов вважає багатоголосий фригійський лад епохи Ренесансу (наприклад, в музиці Палестрина).
Домінантовий лад широко поширений в іспанській народній музиці (в тому числі, в традиції фламенко). Класичними зразками втілення домінантового ладу в «композиторській» музиці в функції «народного» модалізму є клавірне «Фанданґо» А. Солера і Антракт до IV акту опери «Кармен» Ж. Бізе. Домінантовий лад зустрічається в музиці М. Римського-Корсакова, С. Рахманінова та ін.